# Thelypteris bonapartii
Thelypteris bonapartii är en kärrbräkenväxtart som först beskrevs av Eduard Rosenstock, och fick sitt nu gällande namn av Arthur Hugh Garfit Alston. Thelypteris bonapartii ingår i släktet Thelypteris och familjen Thelypteridaceae. Inga underarter finns listade.